# Vecchia San Francisco
Vecchia San Francisco (Hello Frisco, Hello) è un film del 1943 diretto da H. Bruce Humberstone.